# Waloddi Weibull
Ernst Hjalmar Waloddi Weibull, född 18 juni 1887 i Vittskövle, Kristianstads län, död 12 oktober 1979, var en svensk ingenjör, naturvetenskapsman och matematiker.

## Biografi
Weibulls föräldrar var godsförvaltare Richard Weibull och Gerda, född Holmberg. Vid Kustartilleriet blev han underlöjtnant 1907, löjtnant 1909, kapten 1916 och major 1940. Han blev filosofie kandidat vid Stockholms högskola 1912 och sedan filosofie licentiat 1924.
Weibull var professor vid KTH 1924-53, först i läran om maskinelement och från 1941 i teknisk fysik. Han var också verksam vid SKF, AB Bofors och SAAB. Han definierade, i anslutning till grundläggande forskning om metallers hållfasthet och livslängd, den statistiska Weibullfördelningen.
Weibulls professur finansierades av Bofors från 1941. Han var gästprofessor inom utmattning och tillförlitlighet vid Columbia University 1963-1964 och hade forskningsuppdrag från US Air Force Materials Laboratory.

## Utmärkelser
Weibull blev 1927 ledamot av Ingenjörsvetenskapsakademien, 1941 av Vetenskapssocieteten i Uppsala, 1943 av Vetenskapsakademien, 1946 av Krigsvetenskapsakademien och blev 1952 hedersledamot av Örlogsmannasällskapet. Han var svensk representant vid International Union of Theoretical and Applied Mechanics liksom ledamot av ASTM committee E9 on Fatige.
Weibull blev filosofie hedersdoktor vid Uppsala universitet 1931. Hans arbete om A Statistical Theory of the Strength of Materials belönades 1940 med Polhemspriset. 
Weibull tilldelades American Society of Mechanical Engineers' guldmedalj 1972 som "en pionjär inom studiet av brott, utmattning och tillförlighet under mer än trettio år".
År 1978 tilldelades han Ingenjörsvetenskapsakademiens stora guldmedalj "för hans vetenskapliga insatser inom områdena mätteknik, detonik och hållfasthetsstatistik".